# Московский машиностроительный завод «Вымпел»
Московский государственный машиностроительный завод «Вымпел» — предприятие в районе Соколиная Гора. Предприятие специализируется на изготовлении, испытаниях, монтаже и наладке технологического и спецтехнического оборудования для технических и стартовых комплексов, которые включают в себя системы обеспечения температурно-влажностного режима, амортизации, освещения, дежурного контроля, газоснабжения, оборудования спецсооружений, подвижного оборудования, грузоподъемные и грузозахватные механизмы и кабельную продукцию различного назначения, средства обслуживания и подготовки к запуску специзделий наземного и морского базирования и космических аппаратов.
До акционирования в 1992 году завод назывался «Машиностроительный завод „Вымпел“»; в его названии не было слова «московский». По административно-хозяйственной деятельности завод подчинялся Министерству общего машиностроения через 4-е Главное управление.

## История
Основан как артиллерийские мастерские «Мастяжарт» в 1916 году и первоначально располагавшихся в Лефортово на территории между улицами Ирининской (ныне Ф. Энгельса), Ладожской, Огородной (ныне Рыбинской), Госпитальным переулком и рекой Яузой.
В конце 1918 года вышло постановление Моссовета о переезде завода «Мастяжарт». Переезд проходил в течение 3 лет. Лишь в 1922 году завод полностью перебрался с Ладожской улицы на новое место, заняв территорию металлического завода инженера Г. К. Пэлка на углу Вельяминовской улицы и жестяной фабрики В. В. Бонакера на Николаевской (ныне Ткацкой) улице. Одновременно из Мытищ с территории вагоностроительного завода сюда же перебрался орудийный отдел. Было сформировано три отдела: 1-й отдел — бывшая фабрика В. В. Бонакера, 2-й отдел — «Мастяжарт» и бывший завод инженера Г. К. Пэлка, 3-й отдел — гальваническое отделение.
В 1933 г. завод получил наименование «завод № 67», находился в ведении НКОП. В 1951 г. преобразован в «Опытный завод ГС НИИ-642», затем переименован в «завод № 642», до 1957 года находился в ведении МАП СССР. В 1958 году НИИ-642 был преобразован в филиал № 2 ОКБ-52. Позже филиал был преобразован в ОКБ «Вымпел», а завод № 642 в 1966 г. переименован в «Московский машиностроительный завод „Вымпел“». В 1985 г. ММЗ «Вымпел» и ОКБ «Вымпел» объединены в НПО «Вымпел», подчинённое Министерству общего машиностроения.
Кроме наземного оборудования для ракетных комплексов на ММЗ «Вымпел» в 1970-х и 1980-х годах осуществлялась сборка космических аппаратов «Прогноз» по документации и под наблюдением НПО им. Лавочкина.

## Современность
С 1 января 1992 г. НПО «Вымпел» вновь разделилось, производственная часть стала Московским машиностроительным заводом «Вымпел», а инженерно-конструкторская — ОКБ «Вымпел». Завод остался на своей старой территории, а ОКБ заняло здание, построенное для него по соседству в 1974 г. Московский машиностроительный завод "Вымпел" является головным предприятием по производству ракетных стартовых комплексов. Завод принимал участие в космических программах МКС, «Морской старт», «Иридиум», «Бриз-М», «Рокот» и других.